# Nematocampa punctilinea
Nematocampa punctilinea är en fjärilsart som beskrevs av William Schaus 1912. Nematocampa punctilinea ingår i släktet Nematocampa och familjen mätare. Inga underarter finns listade i Catalogue of Life.